# HITIAG
Die HITIAG (Hanf-, Jute- und Textilindustrie-Aktiengesellschaft) entstand 1869 durch die von Paul Pacher von Theinburg gegründete Erste österreichische Jute-Spinnerei und -Weberei in Wien-Simmering. Fünf Jahre später wurde eine Jutefabrik in Floridsdorf erworben, 1882 folgte die Errichtung einer Jutespinnerei und -weberei in Budapest.

## Geschichte

### Wachstum bis 1928
1899 erfolgte die Eingliederung in den Konzern der Bodencreditanstalt.
Im letzten Kriegsjahr des Ersten Weltkriegs wurden eine Papierfabrik in Neudeck, eine Jutefabrik in Triest sowie Beteiligungen an einer Jutefabrik in Bielitz und einer Textilosefabrik in Eger erworben. 1919 folgte eine Gründerbeteiligung an der Pielachberger Hanfspinnerei und Bindfadenfabrik Ges.m.b.H. bei Melk sowie die Übernahme der Ersten österreichischen mechanischen Hanfspinnerei, Bindfaden- und Seilfabrik Lieser & Duschnitz in Neuda. 
Zu Beginn der 1920er Jahre erstreckte sich der Konzern über sechs Länder und hatte 6500 Mitarbeiter. 1922 kam es auch zur Übernahme der im Oktober 1889 gegründeten Ersten ungarischen Jutespinnerei und -weberei in Neufeld an der Leitha.
1928 wurde in Neufeld mit 1988 Mitarbeitern der Höchststand erreicht. Während des Zweiten Weltkriegs erlitt die Firma glücklicherweise keine Schäden, sodass die Produktion in Neufeld bald nach Kriegsende wieder anlief. Nach 1945 gingen die Besitzanteile außerhalb Österreichs verloren.

### Schrumpfung nach 1951
1959 wurden die Wiener Werke stillgelegt und die Maschinen nach Neufeld und Neuda transportiert.
In den Jahren 1971/72 wurde die Jutespinnerei und -weberei in Neufeld stillgelegt und mit den verbliebenen Maschinen und einem deutschen Partner der  Textilausrüstungsgesellschaft Schroers (seit 2007 TAG Composites & Carpets GmbH) eine Fabrik zur Veredelung von Textilgarn eingerichtet, am Nachfolgebetrieb AUTEXA hielt die HITIAG 50 Prozent.

Teile der ehemaligen HITIAG-Werkshallen wurden bereits seit 1972 von Myrtle Mill der heutigen Österreichischen Kuvertindustrie Ges.m.b.H. als Produktionsstandort genutzt, 1989 wurde diese Produktion nach Hirm verlegt.

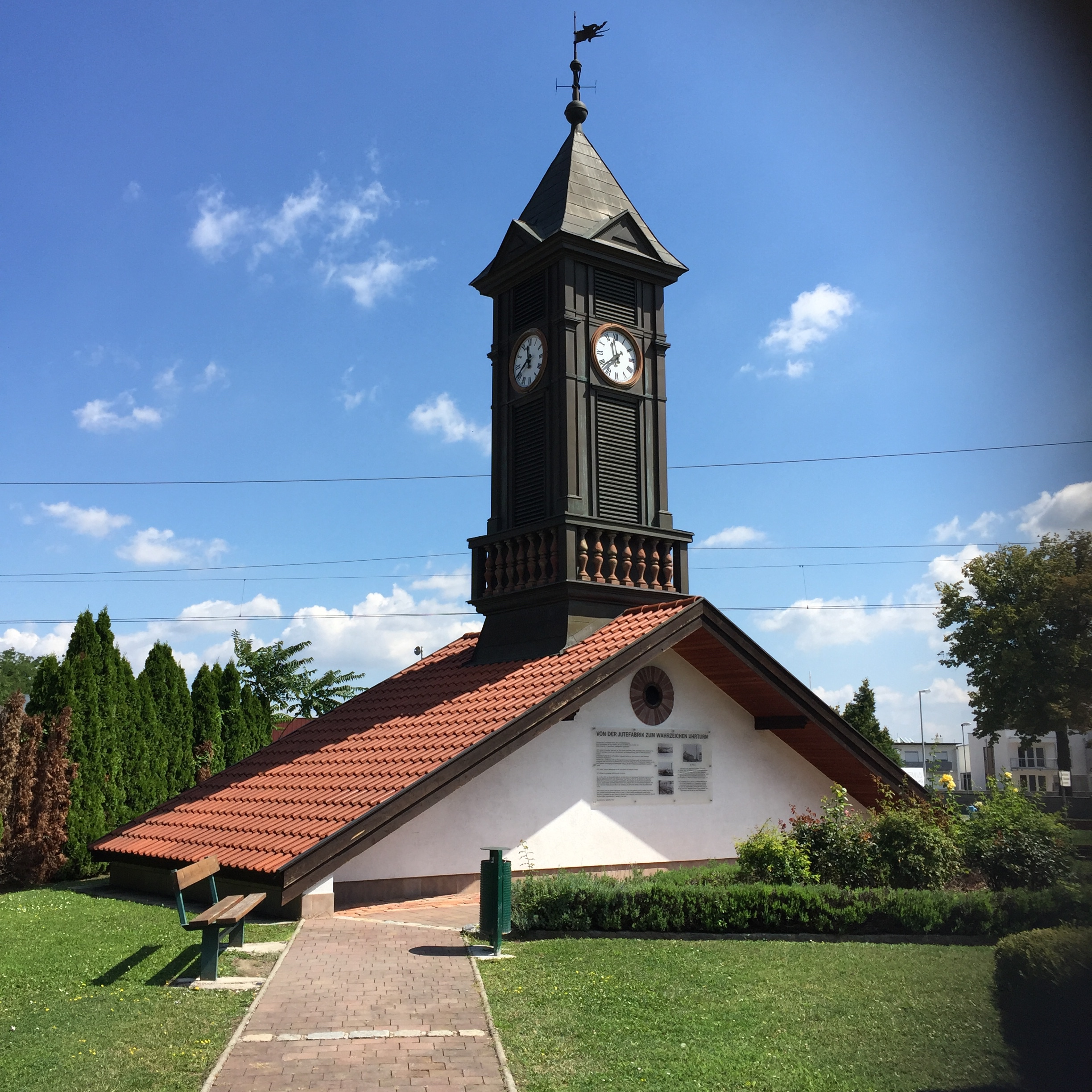
Uhrturm-Denkmal der HITIAG in Neufeld an der Leitha

Am 31. Juli 1985 endete mit dem Konkurs der Firma AUTEXA die Existenz der Firma HITIAG in Neufeld. 1996 wurde mit dem Abbruch der ehemaligen Fabrikshallen begonnen und im September 1997 wurde aus dem Uhrturm der ehemaligen HITIAG ein Denkmal errichtet: Der Uhrturm wurde so dargestellt, als ob die gesamte Fabrik versunken wäre und nur noch derselbe hervorragen würde. Das Denkmal soll kommende Generationen an die industrielle Blütezeit der ehemaligen Industriehochburg Neufeld erinnern.
1995 brach der Umsatz der Lambacher Hitiag AG um die Hälfte ein und fiel auf 266,45 Millionen ATS, das Unternehmen bestand zu dieser Zeit nur noch aus der Lambacher Hitiag AG als Obergesellschaft der August Kohl & Wäntig Seilerwaren-Handels-GesmbH (Wien) und der Karolina Kft. (Budapest).

### Verlagerungen nach 2001
Im Jahr 2001 wurde das Werk in Neuda geschlossen und die Nassgarnproduktion in das Werk Tolna verlegt, es folgte die Stilllegung der Produktion in Stadl-Paura dort verblieb nur noch die Konzernzentrale der Lambacher Hitiag Leinen AG.
Die derzeitige Firmierung lautet LHL Immobilien Beteiligungs-GmbH.